# Leioproctus regalis
Leioproctus regalis är en biart som först beskrevs av Cockerell 1921.  Leioproctus regalis ingår i släktet Leioproctus och familjen korttungebin. Inga underarter finns listade i Catalogue of Life.